# Adult Swim (Latinoamérica)
Adult Swim (estilizado como «[adult swim]», también abreviado como «[as]») es un canal de televisión por suscripción latinoamericano de origen estadounidense, variante del canal original, propiedad de Warner Bros. Discovery y operado por la compañía Warner Bros. Discovery Latin America para toda la región de América Latina.  
Anteriormente, y tal como sucediera con su versión estadounidense, fue un bloque de programación orientado al público adulto, emitido por Cartoon Network (de 2005 a 2008); por I.Sat en dos etapas distintas (primero con doblaje de 2007 a 2010 y luego en idioma original, subtitulado, de 2015 a 2020); por TBS (de 2018 a 2020) y, finalmente, por Warner Channel (de 2020 a 2021).
El canal inició sus transmisiones el 31 de octubre de 2023, reemplazando al canal TruTV en varios cableoperadores.

## Historia

### Antecedentes: como bloque de programación

#### Emisión en Cartoon Network (2005-2008)
En Latinoamérica, Adult Swim fue estrenado el viernes 7 de octubre de 2005 como un bloque de programación en Cartoon Network. Al ser presentado este nuevo espacio programático, el bloque Toonami, que emitía series animadas de acción fue sacado de los días viernes, sábados y domingos, manteniendo ambas franjas separadas de acuerdo al contenido presentado.
Adult Swim tenía dos horas de duración, y era emitido de viernes a domingo, de 23:00 a 1:00, con repeticiones cíclicas que iban de 1:00 a 3:00, y de 3:00 a 5:00 (hora local de todos los países). En 2006 fue eliminada la emisión de las 23:00, emitiéndose desde las 1:00 (salvo en algunos países, donde continuó emitiéndose a las 23:00).
En Chile, esta franja fue víctima de polémica debido a los cuestionamientos señalados por la cableoperadora VTR ya que, según sus observaciones, Cartoon Network debía ser un canal infantil en su totalidad. Es decir, no era posible incorporar series para el público adulto en su señal. VTR argumentó haber realizado un estudio donde indicó que el público que sintonizaba Cartoon Network entre las 00:00 a las 02:00, era mayoritariamente infantil (de 4-12 años exactamente), por lo que era imposible colocar contenido adulto en el horario de trasnoche. Por este motivo, Cartoon Network y VTR acordaron emitir Adult Swim en una señal aparte, como si fuera un canal independiente. Para ello se necesitaba tener el decodificador premium, ya que Adult Swim se emitiría en reemplazo del canal de películas de VTR. Fue transmitido en el canal 63, una señal alternativa de la parrilla básica de canales que funcionaba solo con decodificador, de 1 a 3 a. m. con repeticiones. Sin embargo no se pudo transmitir en su totalidad, ya que la disponibilidad de la señal mencionada no fue regular. A partir de principios de 2007, VTR exhibió Adult Swim sin censura alguna, como si nada hubiese ocurrido, hasta que fue removido.
En noviembre de 2007, Adult Swim fue retirado de la señal argentina de Cartoon Network, luego de su traslado a I.Sat; posteriormente y, en el resto de Latinoamérica, el bloque fue eliminado el 7 de marzo de 2008.

#### Primera emisión en I.Sat (2007-2010)
Adult Swim se trasladó al canal I.Sat el 19 de noviembre de 2007, conservando su duración original de dos horas (de 22:00 a 00:00) y reponiendo poco a poco la mayoría de los shows que emitía en su etapa anterior. Inicialmente, el bloque debutó de lunes a miércoles a las 22:00, y sábados y domingos a las 03:00. En septiembre de 2008, la duración de Adult Swim fue reducida a una hora y media, emitiéndose solo de martes a viernes de 1:30 a 3:00 a. m. A comienzos de 2009, ese horario fue modificado, transmitiéndose solo los jueves y viernes a la medianoche. Finalmente en enero de 2010 el horario se modificó una vez más, emitiéndose de lunes a viernes a las 3.00 a. m., reduciendo drásticamente el bloque a solo una hora de duración. Además de elaborar sus propias promos y cortinillas (las cuales fueron eliminadas en 2010), I.Sat decidió incluir series de anime dentro del bloque como en su versión estadounidense, emitiendo así producciones como Trigun, Samurai Champloo, Gungrave y Los caballeros del zodíaco Hades: La Saga del Santuario. Los primeros animes emitidos dentro del bloque fueron Ikki Tousen y Cinderella Boy, estrenados en noviembre de 2008.
Desde julio de 2009 hasta octubre de 2010, Adult Swim destacó por su emisión de series y películas de anime, además de transmitir otras producciones junto con las series animadas clásicas del bloque, siendo Harvey Birdman, abogado, Laboratorio Submarino 2021, Ratón Esponja y Pollo Robot las últimas en emitirse. Finalmente el 1 de diciembre de 2010, el bloque fue eliminado de la programación de I.Sat.

#### Segunda emisión en I.Sat (2015-2020)
El 3 de abril de 2015, Adult Swim regresó a Latinoamérica, nuevamente a través de I.Sat, con solo una hora de duración. A diferencia de todas las etapas anteriores del bloque en Latinoamérica, esta franja reunía los shows más populares y recientes de la señal estadounidense, junto con unos cuantos clásicos que se emitieron anteriormente en la región.
Debido a las políticas de idioma de los contenidos de la señal I.Sat desde octubre de 2012, Adult Swim se emitió en inglés (su idioma original) subtitulado al español y no doblado como en ediciones anteriores. De todas formas, algunas cableoperadoras tienen disponible la opción de "SAP", donde una pista de audio secundaria que se activa desde el control remoto del decodificador permite escuchar las series clásicas en español, pero solo funciona con las temporadas antiguas de los clásicos shows del bloque, no en temporadas estreno ni en series actuales, dado que algunas no contenían doblaje en ese entonces. El bloque comenzó oficialmente el viernes 3 de abril a las 22:00 (23:00 en Perú), emitiéndose de lunes a jueves a la noche, luego de I.Movies y los viernes a las 22:00.
Después de 5 años y con varios cambios de días y horarios a lo largo de este período, el bloque fue retirado de la programación de I.Sat el 16 de abril de 2020.
Esta segunda transmisión de Adult Swim en I.Sat recibió reclamos por una parte del público debido a la emisión de las series en idioma original con subtitulado, ya que el bloque en Latinoamérica siempre emitió los programas con doblaje. Pese a esto, otra parte de la audiencia mostró estar conforme con la emisión de los programas en idioma original.

#### Emisión en TBS (2018-2020)
Después de haberse empezado a emitir en Brasil en noviembre de 2014, el 6 de enero de 2018, Adult Swim comenzó a emitirse también por el canal TBS para Hispanoamérica (en conjunto con I.Sat) los viernes y fines de semana a la media noche en un bloque de una hora, en esta ocasión con doblaje, comenzando con las primeras temporadas de las series Robot Chicken, Aqua Teen Hunger Force, Laboratorio Submarino 2021 y Squidbillies.
En septiembre de 2019, el bloque comenzó a transmitirse todos los días de semana en una franja de una hora, después de la medianoche. Sin embargo, el 1 de enero de 2020, el bloque fue retirado de la programación en todas sus señales, incluyendo Brasil.

#### Emisión en Warner Channel (2020-2021)
El 21 de abril de 2020, Warner Channel anunció que emitiría Adult Swim a partir del 2 de mayo, de lunes a jueves y sábados a la medianoche. El bloque comenzó con la transmisión de Rick y Morty, Final Space, Robot Chicken y Aqua Teen Hunger Force (estas dos últimas solo con subtítulos). Con el pasar de los meses, se agregaron nuevas series como Mr. Pickles (estrenada en junio) y Hot Streets (estrenada en septiembre), las cuales extendieron la duración del bloque. Sin embargo, el bloque perdió el horario de lunes a jueves y sábados desde el 14 de septiembre de 2020, pasando a emitirse solo los lunes a la medianoche.
El 6 de diciembre de 2020, en el panel de WarnerMedia de la Comic-Con Experience, se anunció el estreno de dos series originales de Adult Swim en Latinoamérica. Estas fueron Primal de Gendy Tartakovsky y Lazor Wulf de Henry Bonsu. Primal se estrenó el 7 de diciembre de 2020 en la medianoche —aunque ya había sido anunciada previamente por el canal—, mientras que la última nunca fue transmitida.
El 5 de abril de 2021, Warner Channel anunció el estreno de dos series originales de Adult Swim, Metalocalypse y The Shivering Truth. Estas se estrenaron el 3 de mayo en la medianoche, con subtítulos al español. Durante junio de 2021, se realizaron maratones de Rick y Morty para promocionar el estreno de la quinta temporada en HBO Max. Finalmente, el 15 de noviembre de 2021, Adult Swim abandonó la programación de Warner Channel.

### Lanzamiento como canal de televisión
El 22 de agosto de 2023, Warner Bros. Discovery anunció el próximo lanzamiento de Adult Swim en la región como un canal independiente, programado para debutar a fines de octubre. El canal contaría con contenido original de Adult Swim, historias animadas de héroes y villanos de DC, el bloque Toonami con animes populares y contenido de gaming y cultura geek de Warner Play. El 3 de septiembre de 2023, se confirmó que la fecha del lanzamiento del canal sería el 31 de octubre de 2023, reemplazando al canal TruTV. A partir del primer minuto del día 31, TruTV es reemplazado en varios cableoperadores de América Latina por Adult Swim. El nuevo canal continúa la esencia que tuvo el bloque de programación del 2005-2008, regresando las clásicas cortinillas y sus identificadores característicos, también en su programación retomó el bloque Toonami y debutó en América Latina el bloque Checkered Past, compuesto por reemisiones de series clásicas de la librería de animación de Cartoon Network.
Debido a regulaciones y leyes de protección al menor o de derechos de las audiencias, series como Rick & Morty, Robot Chicken, Primal y otras con clasificación TV-MA, se exhiben pasadas las 22:00 horas en varios países de la región, por ejemplo, en Chile y Argentina, mientras que en países como México y Brasil, este tipo de programas pueden ser transmitidos a lo largo del día.
El 18 de agosto de 2025, luego de permanecer más de un año y medio con la misma programación, el canal aplicó un drástico e inesperado cambio en la señal Panregional, retirando de manera abrupta una gran cantidad de series en la parrilla diaria, además de eliminar el bloque Checkered Past, compuesto por reemisiones de series clásicas de la librería de animación de Cartoon Network.

## HBO Max
Al igual que su versión original para Estados Unidos, HBO Max, el servicio de streaming de Warner Bros. Discovery, cuenta con contenido de Adult Swim en los países latinoamericanos. Su lanzamiento tuvo lugar el 29 de junio de 2021.